# موسی نوری اسفندیاری
موسی خان موفق‌السلطنه (۱۲۷۱  یا ۱۲۷۴  – مهر ۱۳۵۰ رم) که نام خانوادگی نوری اسفندیاری برگزید، دیپلمات و دولتمرد دوره قاجار و پهلوی، وزیر امور خارجه و سناتور بود.
از خاندان اسفندیاری مازندران بود. پدرش میرزا جعفر خان یمین‌الممالک و پدربزرگش میرزا محمد خان صدیق‌الملک هر دو از دیپلمات‌ها و دولتمردان دوره قاجار بودند. مادرش دختر میرزا علی‌نقی‌خان حکیم‌الممالک پزشک مخصوص ناصرالدین شاه بود. برادر بزرگترش اسدالله خان یمین‌الممالک نیز در دوره پهلوی به نمایندگی مجلس و سناتوری رسید.
پس از تحصیل در مدارس دارالفنون و سن لویی تهران به اروپا رفت و در بلژیک، فرانسه و روسیه درس خواند. در بازگشت به ایران به استخدام مالیه درآمد و به ریاست ادارات خالصه‌جات (املاک دولتی) و گمرکات و ریاست مالیه اصفهان رسید. سپس در تفلیس رئیس صندوق تذکره قفقاز شد.
موفق‌السلطنه در سال ۱۳۰۳  به وزارت امور خارجه منتقل و نایب سفارت ایران در رم و سپس برلن شد. پس از آن در دورانی که محمدعلی فروغی سفیر ایران در ترکیه بود، مستشار سفارت ایران در آنکارا بود و همراه با او در نشست جامعه ملل شرکت جست.
نوری اسفندیاری در سال ۱۳۱۷ وزیر مختار ایران در عراق و دو سال بعد وزیر مختار ایران در آلمان شد. پس از آنکه ایران در پی حمله متفقین در شهریور ۱۳۲۰ ناچار به قطع رابطه با آلمان شد به ایران بازگشت و به عنوان سفیر به بغداد فرستاده شد. در اسفند ۱۳۲۱ علی سهیلی او را در کابینه خود وزیر کشاورزی کرد اما پیش از معرفی به مجلس کنار رفت و به سفارت ایران در ترکیه منصوب شد.
پس از بازگشت نوری اسفندیاری از ترکیه، قوام‌السلطنه در ترمیم کابینه خود در ۲۲ شهریور ۱۳۲۶ او را به عنوان وزیر امور خارجه به مجلس معرفی کرد. با سقوط دولت قوام در ۱۸ آذر آن سال از این سمت کنار رفت اما ابراهیم حکیمی نخست‌وزیر بعدی پس از مدتی او را به کار خود بازگرداند و در بیستم اسفند به عنوان وزیر امور خارجه به مجلس معرفی کرد. سال بعد در کابینه عبدالحسین هژیر نیز همین سمت را داشت و سپس به عنوان سفیر به هند و پس از آن به ایتالیا فرستاده شد. او در دوره‌های چهارم و پنجم مجلس سنا به عنوان سناتور مازندران عضویت داشت اما در دوره ششم انتخاب نشد.
تنها فرزند او پسری به نام علی نوری اسفندیاری (۱۲۹۳-؟) بود که پس از پایان تحصیلات در آمریکا، وارد وزارت خارجه شد و مدتی سفیر ایران در آرژانتین و سفیر غیرمقیم (اکرودیته) در شیلی بود.